# Farkas Gábor (tanár)
Farkas Gábor (Sülysáp, 1952. augusztus 12. –) magyar állattenyésztő üzemmérnök, pedagógus, politikus, országgyűlési képviselő.

## Életpályája

### Iskolái
Az általános iskolát Tápiósülyön járta ki. A középiskolát Cegléden végezte el; 1970-ben érettségizett a Török János Mezőgazdasági Technikumban. 1970–1973 között Hódmezővásárhelyen tanult a Felsőfokú Mezőgazdasági Technikumban (1972-től: Élelmiszeripari Főiskola Állattenyésztési Kar), ahol állattenyésztő üzemmérnök lett. 1981–1985 között a Janus Pannonius Tudományegyetem Főiskolai Tanárképző Kar technika szakos hallgatója volt.

### Pályafutása
1973–1975 között sorkatonai szolgálatot teljesített Győrben. 1973–1976 között a Tápióvölgye Mezőgazdasági TSZ. állattenyésztő telepvezetője volt. 1976–1990 között Tápiószecsőn általános iskolai tanár volt.

### Politikai pályafutása
1989-től az MDF tagja. 1990–1994 között országgyűlési képviselő (Nagykáta) volt. 1993–1994 között az Oktatási, ifjúsági és sportbizottság tagja volt.

## Családja
Szülei: Farkas István és Katona Julianna. 1977-ben házasságot kötött Tatár Magdolnával. Négy
gyermekük született: Gabriella (1978), Katalin (1981) és Gábor (1985), Ágnes Dóra (1996).